# Quênia nos Jogos Olímpicos de Verão de 1992
O Quênia participou dos Jogos Olímpicos de Verão de 1992 em Barcelona, na Espanha. Nesta participação, o país conquistou oito medalhas, sendo duas de ouro.